# Eddsworld
Eddsworldは、イギリスの個人制作アニメーション。
最初は、エド・グールドが制作していたが、2012年3月25日に白血病で亡くなったため、トムスカが制作を引き継いだが、トムはエドを亡くしたことにより鬱病を発症してしまい、制作を脱退。
現在ディレクターはマシュー・ハーグリーブス、プロデューサーはクリストファー･ビンガム、メインアニメーターはジョン・ロペスである。

## あらすじ
イギリスのとある家に同居する3人の青年、エッド、トム、マット。(初期の回ではトードも住んでいたが、中の人の事情により彼は都会へ行った)
3人が過ごす日々は少々危険がありつつ、波瀾万丈な出来事ばかり。

## キャストとキャラクター
エッド（Edd）
エッズワールドの主人公で、緑のパーカーを着ている。作画担当。コーラとベーコンが好き。コーラの缶で作ったお守りカンを持っている。
トム (Tom)
青いパーカーを着ている。目が真っ黒である。常に怒っていて無礼。宗教的な理由によりクリスマスが嫌い。スミノフと猫が好き。
マット (Matt)
紫のパーカーと緑のジャケットを着ている。「稀代の顎」を持ち、自分以上に自分を愛する人がいない(つまりナルシスト)。鏡を持ち歩いている。
トード (Tord)
赤いパーカーを着ている。エッドと同じくベーコンが好き。共産主義者で、赤軍に入っている。トリガーハッピー。ノルウェー出身、成人向けの漫画やイラストが好き。彼のパソコンには90GBの成人向け漫画、イラストのデータが入っている。
エドゥアルド (Eduardo)
オニーNG、(2回目の登場回である『PowerEdd』からはブロック・ベイカー)、緑のジャケットを着ており、エッドのライバル。エッドの家の隣人。
仲間にジョンとマークがいる。(しかしジョンは「The End part2」という回でいなくなった。)
エル、タマラ、マチルダ、トリ(Ell,Tamara,Mathilda,Tori)
エルはエッド、タマラはトム、マチルダはマット、そしてトリはトードの性別を女性にしたキャラクター。性格はあまり変わらない。　ellsworldという、Eddたちの性別を逆転させた回に出たキャラクター。
ポール (Paul)
エッドの友人でアニメーター。二次創作などではトードが運営している赤軍(せきぐん)に所属している。
パトリック (Patryk)
トードとポールと同じ赤軍に所属している。登場回数はとても少ない。セリフはなんと一回のみ。

## 歴史

### クリエイターのエド・グールドについて
原作者でありリードアニメーターを務めていたエドは、2006年にガンの一種である急性リンパ芽球性白血病に罹っており、一時は症状が落ち着いたものの2011年に再発、闘病の末2012年3月25日に23歳という若さで亡くなった。
再発当時、生存確率は70％だとされ、自らの病状をネタとして扱うほど好調だった彼の急死は関係者全員にとって予想外であったとされる。
彼の没後、エドが遺言でEddsworldの継続を望んでいたことから、トーマス(トム)を主体に数名のアニメーターやスタッフが作品制作を受け継いだ。
「Space Face Part1」はエドが最後に関わった作品であり、また、エッドの二代目の声優としてティム・ホーテキートが加わった初めての作品である。
作中でエッド達が宇宙船の操舵室に辿り着くまでのアニメーションをエドが既に描きあげており、残りをエドのアシスタントをしていたポール・ター・フォールデが担当した。
操舵室に到着した後、エッドを照らしていた灯りだけが点滅→消されるという演出がなされている。また、その後の変声機ネタを境に声がティムに引き継がれている。
これを機に、ポールが本作品のリードアニメーターとなり、Part2からアニメーションを担当していた。
また、ポールのほかにも、主にオンラインで活動している有名ユーザーがゲストアニメーターとしてアニメーションを制作することが多々あった。

### Legacy期の終わり
筆頭ディレクター・プロデューサー・シナリオライターとなったトーマスは、エドの遺志を引き継いで制作を続けることを発表し、視聴者に様々な企画を約束したが、エドの死に起因するうつ病により制作が困難となり、一旦Eddsworldは休止されることになった。
2013年11月21日に活動は再開され、エディー・ボウリーがディレクターを代わるも、最終的にトーマスはEddsworldの運営に失敗したとして責任を痛感しThe End (Part 2)を最後としてEddsworld制作チームから離脱した。
これに伴い、トーマスはEddsworldの所有権をエドの親族に「返還」した。

### 新シリーズまで
2017年後期、現在の運営者であるマシューがネット掲示板において「来年1月に続編を出す」と発言するも、様々なトラブルにより大幅に遅延していた。
しかし2018年11月14日、公式アカウント及びマシューより公式オンラインショップの再起動が発表。時期は不明だが支援サイトPatreonの活用と共に、新作制作のための資金集めを始めた。